# Seututie 673
Pour les articles homonymes, voir Route 673.
La route régionale 673 (finnois : Seututie 673) est une route régionale allant de Vaasa jusqu'à Narpes en Finlande,,.

## Présentation
La seututie 673 est une route régionale d'Ostrobotnie.